# 勞倫斯堡 (密蘇里州)
勞倫斯堡（英語：Lawrenceburg）是位於美國密蘇里州勞倫斯縣的非建制地區。

## 歷史
勞倫斯堡的郵局於1876年設立，其後於1914年停運。

## 地理
勞倫斯堡所處的海拔為高於海平面372米（即1220英呎），而該地所採用的時區為UTC-6，即北美中部時區（CST）。同時該地設有夏令時間，為UTC-6調快一小時，即UTC-5（CDT）。